# Josep Vallribera
Josep Vallribera (* 17. Oktober 1937 in Juneda bei Lleida in Katalonien) ist ein katalanischer Künstler.

## Leben
Josep Vallribera wurde 1937 während des spanischen Bürgerkrieges in Juneda (Lleida), Katalonien, als Sohn eines Fotografen aus Barcelona und einer Bauerntochter aus Juneda geboren. Am Ende des Krieges zog die Familie nach Les Borges Blanques, wo er im Alter von sechs Jahren zur Kapuzinerschule geschickt wurde. Im Jahre 1945 zog die Familie nach Barcelona, wo er die Academia Catalunya besuchte und dort an Intensivkursen für Zeichnen teilnahm. Im Alter von 14 Jahren zog er mit seiner Familie auf die Insel Ibiza (auf Katalanisch Eivissa), wo er das Gymnasium besuchte.
Seinen Militärdienst verlegte er vor, um früher eine Ausbildung in der Hamburger Fotoschule Schwerer zu absolvieren, die er mit einer Reise nach Schweden von Ende 1958 bis Anfang 1959 begann. Da Josep Vallribera bereits von seinem Vater eine sehr gute fotografische Ausbildung erhalten hatte, konnte er nebenher als freier Fotograf arbeiten.
1963 kehrte Josep Vallribera nach Ibiza zurück, wo er die Galería Grafica eröffnete und sich mit künstlerischen Fotos und Malerei beschäftigte. Die Arbeiten wurden 1966 unter dem Titel Arte figurativo en Ibiza in einer Kollektive zum ersten Mal auf einer Wanderausstellung durch Europa gezeigt. Zu dieser Zeit war Ibiza ein Künstlerrefugium. Dort trafen sich internationale Künstler aus allen Bereichen wie z. B. Mitglieder der Künstlergruppe El Paso: Manuel Viola, Antonio Saura usw., Emilio Vedova, Corneille (Künstlergruppe CoBrA), Heinz Trökes, Orson Welles, Françesc Parserisas, Erwin Broner, Josep Lluís Sert u. v. a.
Zusammen mit seinem Vater eröffnete er 1967 die Galería Vallribera und 1969 mit Werken des französischen Künstlers M. Macréau „The Inside Out Art Gallery“. Seine eigene künstlerische Arbeit verstärkte Josep Vallribera immer mehr. Von 1963 bis 1973 unternahm er jeden Frühling und Herbst jeweils für einen Monat eine Studienreise nach Paris. 1973 verließ Josep Vallribera Ibiza. Zuerst reiste er für etwa ein Jahr nach Aarhus, Dänemark, danach sechs Monate nach München und dann nach Österreich, wo er sich bis 1980 in Innsbruck, Hall in Tirol, Steyr und Linz aufhielt. Zu dieser Zeit lebte er schon ausschließlich von seiner Malerei. Danach kam er wieder nach Deutschland, diesmal nach Wetzlar, wo er eineinhalb Jahre blieb. Im Sommer 1982 zog es ihn wieder Richtung Süden. Er verbrachte ein Jahr mit intensiver Arbeit und Ausstellungen in Frankreich. Sein Atelier befand sich in Les Hautes Alpes. Anschließend pendelte er bis 1984 zwischen Frankreich und Spanien. Im Jahre 1984 beschloss Josep Vallribera, sich wieder in Spanien niederzulassen, diesmal aber auf dem Festland an der Mittelmeerküste.
Seit 1998 lebt und arbeitet er in La Pobla de Benifassà (Castelló), immer wieder durch Aufenthalte in Deutschland, Frankreich, Österreich usw. unterbrochen. Seine Arbeit ist international anerkannt.

## Künstler
Für Vallribera kommt der Handlung die größte Bedeutung zu; der Tatsache, ein Werk zu vollbringen, das den Sinn des Lebens ergänzt, und den Menschen bei seinem Werdegang begleitet. Ein Werk, das einen dazu anregt, über die eigentlichen Problematiken nachzudenken. Sein kritisches Auge erblickt stets alle jene Kleinigkeiten, die oft übersehen werden und denen wir meistens keine Bedeutung zukommen lassen. Sein Blick erforscht die Geheimnisse des Verborgenen und Mysteriösen, um eine Erklärung des Rätsels zu suchen. Malerei, Skulptur, Zeichnung, Grafik, Fotografie, Aktionen-Performances und andere künstlerische Ausdrucksformen stellen eine unauflösliche Gesamtheit dar, was bedeutet, dass alle diese Disziplinen ein weites Spektrum kreativen Ausdrucks darstellen.

## Werke (Auswahl)
In Österreich:
- Landesmuseum Tirol
- Museum der neuen Galerie der Stadt Linz (Lentos)
- Museum der Stadt Wiener Neustadt

In Deutschland:
- Oberhessisches Museum Giessen
- Stadt Balingen
- Ludwig Museum Koblenz

In Frankreich:
- Musée d’Art Moderne de Ceret
- Musée d’Art Moderne St. Etienne
- Musée de la Ville de Digne les Bains
- Musée de Grenoble
- Musée de Toulon
- Musée de Beziers
- Musée Fabregat, Stiftung der Kollektion Mâitre Rey, Perpignan

In Spanien:
- Fundació Abel Matutes Eivissa
- Museo Fl. de La Fuente, Huete-Cuenca
- Escultura Hommenatge al Mediterrani, Altea
- Museu d’Art Contemporani d’Eivissa
- Museu d’Art Jaume Morera, Lleida
- Museo de arte contemporáneo Florencio de La Fuente, Requena